# Laval (Isère)
Laval is een gemeente in het Franse departement Isère in de regio Auvergne-Rhône-Alpes. De plaats maakt deel uit van het arrondissement Grenoble. Laval telde op 1 januari 2022 1.009 inwoners. 

## Geografie
De oppervlakte van Laval bedroeg op 1 januari 2022 25,33 vierkante kilometer; de bevolkingsdichtheid was toen 39,8 inwoners per km².

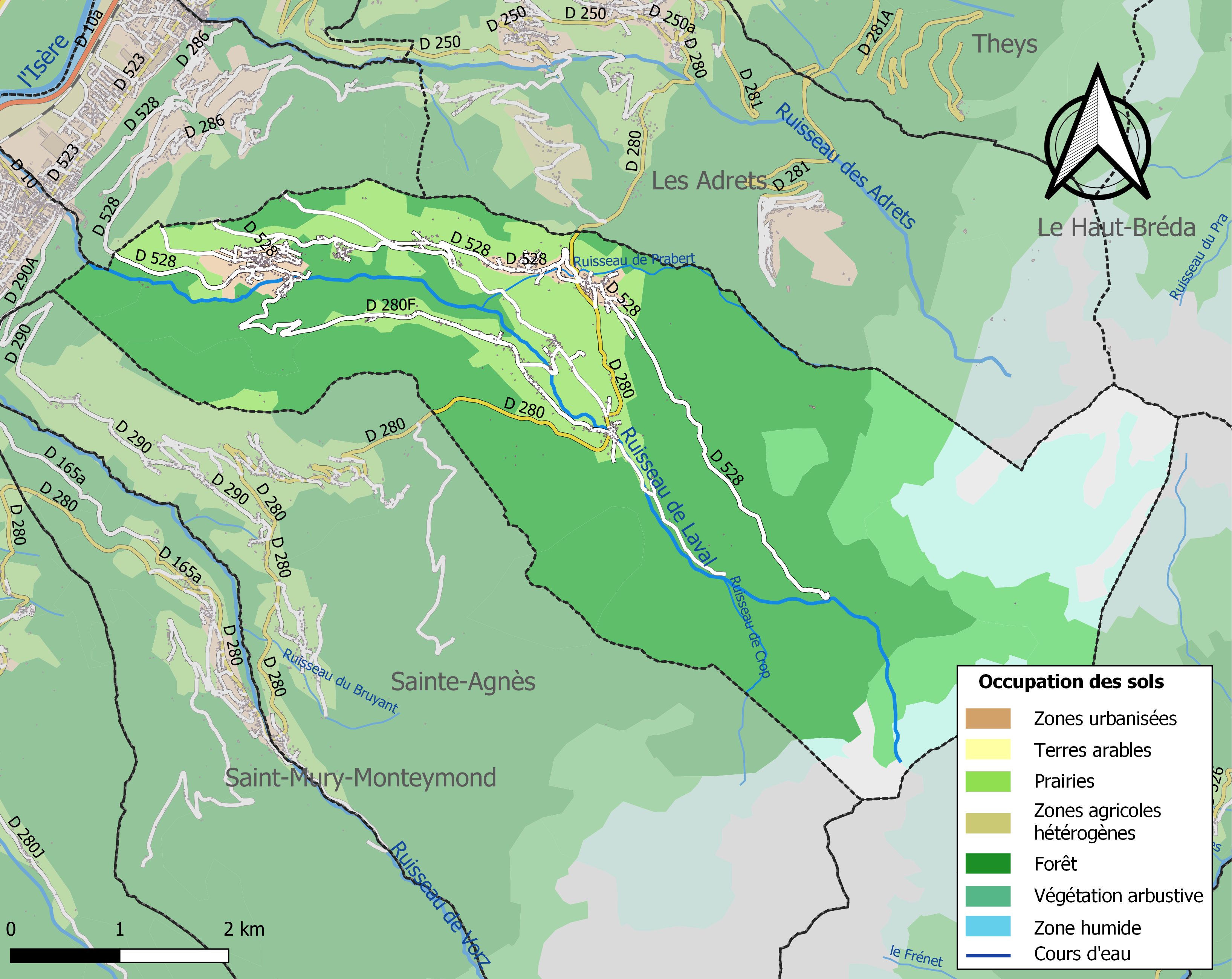
Kaart van de gemeente met de belangrijkste infrastructuur, bodemgebruik en omliggende gemeenten

## Demografie
Onderstaande figuur toont het verloop van het inwonertal (bron: INSEE-tellingen).